# William Ball (astronome)
Pour les articles homonymes, voir William Ball et Ball.
William Ball (parfois orthographié Balle, né vers 1627, mort en 1690) est un astronome anglais. C'est l'un des membres fondateurs de la Royal Society. Il en est le premier trésorier du 28 novembre 1660 jusqu'au 11 septembre 1663.
Ses travaux ont porté sur les anneaux de Saturne.
Un cratère lunaire météoritique sur la face visible de la lune porte aujourd'hui son nom.